# Andrea Riccardi
Andrea Riccardi   (Roma, 16 de gener de 1950) és un historiador, professor universitari i pacifista italià, fundador de la Comunitat de Sant Egidi.

## Biografia
Nascut el 16 de gener de 1950 a la ciutat de Roma, des de 1981 és catedràtic d'Història del cristianisme i de les religions de la Universitat de Roma III, havent estat anteriorment professor de la Universitat de Bari i de La Sapienza de Roma.
El 1999, va rebre el Premi Houphouet-Boigny de la Pau de l'Organització de les Nacions Unides per a l'Educació, la Ciència i la Cultura, el 2001 fou guardonat amb el Premi Internacional Catalunya concedit per la Generalitat de Catalunya, i el 2004 va rebre el Premi Internacional Balzan per a la Humanitat, la Pau i la Fraternitat entre els Pobles.
El mes de novembre de 2011 el president del govern italià Mario Monti el nomenà ministre sense cartera encarregat de la cooperació internacional i la integració.
Andrea Riccardi també és membre del comitè d'honor de la Fondation Chirac, des que la fundació va ser creada el 2008 per l'expresident francès Jacques Chirac per promoure la pau mundial. També va participar com a membre del jurat l'any 2009 del Premi per a la Prevenció de Conflictes que atorga cada any aquesta fundació. Del 4 de gener de 2013 al 16 de maig de 2013, Riccardi va ser el president de Civic Choice, un partit polític centrista.

## Activisme social
Expert en temes de l'Església Catòlica i és autor de diversos llibres sobre la problemàtica de l'Església durant el segle xx, sobretot als països mediterranis. El 1968 va fundar la Comunitat de Sant'Egidi, una associació de laics catòlics, amb seu al barri romà de Trastevere, dedicada a promoure el diàleg i l'ecumenisme arreu del món i que compta amb més de 30.000 membres en uns 34 països.
És membre del Comitè d'Honor de la Coordinació internacional per al Decenni de la no-violència i de la pau creat per l'Organització de les Nacions Unides (ONU) l'any 1998.